# Конференц-министр Конференции при Высочайшем дворе
Конференц-министр при Высочайшем дворе — государственная должность Российской империи. В 1741-1755 годах конференц-министрами именовались участники нерегулярных совещаний («конференций») при императрице по важнейшим политическим вопросам. Должность конференц-министра учреждена именным указом от 12 декабря 1741 года. С 14 (25) марта 1756 года из «конференции по иностранным делам» Елизаветой Петровной было сформировано постоянно действующее учреждение  — Конференция при Высочайшем дворе. Её члены именовались в 1756-1762 годах конференц-министрами.
Поводом к созданию должности стала подготовка к Семилетней войне.
В состав Конференции входило в разное время от 5 до 10 человек, в числе которых были руководители важнейших ведомств (Коллегии иностранных дел — канцлер и вице-канцлер, президент Военной коллегии, президент Адмиралтейств-коллегии, начальник Тайной канцелярии), генерал-прокурор Сената и наиболее влиятельные сенаторы, состоявшие в рангах I—III класса. Официально председателем Конференции считалась императрица, однако на практике ею руководил канцлер — сначала А. П. Бестужев-Рюмин, а с 1758 года — М. И. Воронцов. Упразднение Конференции именными указами Петра III от 20 (31) января 1762 и 28 января (8 февраля) 1762 года повлекло за собой и упразднение должности конференц-министра.

## Список конференц-министров
| Портрет                                             | Имя (годы жизни)                                    | Полномочия                                          | Полномочия                                          | Монарх                                              |
| Портрет                                             | Имя (годы жизни)                                    | Начало                                              | Окончание                                           | Монарх                                              |
| конференц-министры Конференции при Высочайшем дворе | конференц-министры Конференции при Высочайшем дворе | конференц-министры Конференции при Высочайшем дворе | конференц-министры Конференции при Высочайшем дворе | конференц-министры Конференции при Высочайшем дворе |
| --------------------------------------------------- | --------------------------------------------------- | --------------------------------------------------- | --------------------------------------------------- | --------------------------------------------------- |
|                                                     | великий князь Пётр Фёдорович (1728—1762)            | 14 (25) марта 1756                                  | 5 (16) мая 1757                                     | Елизавета                                           |
|                                                     | Степан Фёдорович Апраксин (1702—1758)               | 14 (25) марта 1756                                  | 1 (12) октября 1757                                 | Елизавета                                           |
|                                                     | граф Алексей Петрович Бестужев-Рюмин (1693—1768)    | 14 (25) марта 1756                                  | 14 (25) февраля 1758                                | Елизавета                                           |
|                                                     | граф Михаил Петрович Бестужев-Рюмин (1688—1760)     | 14 (25) марта 1756                                  | 2 (13) октября 1757                                 | Елизавета                                           |
|                                                     | Александр Борисович Бутурлин (1694—1767)            | 14 (25) марта 1756                                  | 17 (28) октября 1760                                | Елизавета                                           |
|                                                     | граф Михаил Илларионович Воронцов (1714—1767)       | 14 (25) марта 1756                                  | 20 (31) января 1762                                 | Елизавета Пётр III                                  |
|                                                     | князь Михаил Михайлович Голицын (1684—1764)         | 14 (25) марта 1756                                  | 14 (25) декабря 1757                                | Елизавета                                           |
|                                                     | князь Никита Юрьевич Трубецкой (1699—1767)          | 14 (25) марта 1756                                  | 20 (31) января 1762                                 | Елизавета Пётр III                                  |
|                                                     | граф Александр Иванович Шувалов (1710—1771)         | 14 (25) марта 1756                                  | 20 (31) января 1762                                 | Елизавета Пётр III                                  |
|                                                     | граф Пётр Иванович Шувалов (1711—1762)              | 14 (25) марта 1756                                  | 4 (15) января 1762                                  | Елизавета Пётр III                                  |
|                                                     | Иван Иванович Неплюев (1693—1773)                   | 16 (27) сентября 1760                               | 20 (31) января 1762                                 | Елизавета Пётр III                                  |
|                                                     | князь Яков Петрович Шаховской (1705—1777)           | 16 (27) сентября 1760                               | 25 декабря 1761 (5 января 1762)                     | Елизавета                                           |
|                                                     | граф Роман Илларионович Воронцов (1707—1783)        | 28 декабря 1761 (8 января 1762)                     | 20 (31) января 1762                                 | Пётр III                                            |